# El juez
The Judge (El juez, en español) es una película estadounidense del 2014 del género drama dirigida por David Dobkin. Está protagonizada por Robert Downey Jr., Robert Duvall, Vera Farmiga, Vincent D'Onofrio, Jeremy Strong, Dax Shepard y Billy Bob Thornton. La película fue estrenada el 10 de octubre del 2014 en los Estados Unidos. Recibió críticas mixtas; los críticos elogiaron las actuaciones de Downey, Duvall y la música de Thomas Newman, pero criticaron el enfoque estereotipado de su guion y la falta de desarrollo de sus personajes secundarios.

## Trama
Hank Palmer es un abogado exitoso de Chicago. Ha estado desconectado de su familia, que es de un pequeño pueblo de Indiana, durante años. Hank cuenta con dos hermanos, Glenn y Dale. Un día, durante un juicio oral, Hank recibe una llamada de su hermano Glenn que le comunica que su madre ha muerto. A su partida de la ciudad de Chicago, para ir a Carlinville, se revela que Hank se va a divorciar de su esposa y que peleará por la custodia de su hija. Al llegar a su ciudad natal, Hank se reúne con su hermano Glenn, dueño de una tienda de llantas para coches, y con su hermano menor Dale, con autismo, tiene una gran obsesión con la grabación y lleva consigo una cámara de 8mm a todos lados, lo que le sirve como un colchón de seguridad emocional.
Hank, en su primer día en Carlinville, hace una parada al llegar al juzgado, entrando con sutileza y ocupando un lugar donde es poco visto en el segundo piso para así observar a su padre, el juez Joseph Palmer preside un caso de pensión alimenticia, quitándole la camioneta a un padre que espera a un hijo. En el momento en que el juez Palmer se vuelve hacia el alguacil, se le olvida el nombre de este (algo insólito, ya que lleva trabajando años dentro del juzgado con él), y esto hace pensar a Hank que ha vuelto a beber debido a la muerte de su esposa.
El día del funeral Hank se reencuentra con Sam, una novia a quien dejó cuando se fue a Chicago y nunca más supo de ella. Los dos siguen profundamente enamorados el uno del otro, pero aun así se siguen guardando rencor a causa de que Hank la dejó sin decir adiós.
Después del funeral, el juez se disculpa con los hijos, indicando que va a ir de compras al supermercado mientras que los hermanos se van a poner al tanto los unos con los otros.
Los hermanos se van a una taberna local donde recuerdan cómo de niños se iban de pesca al lago con el juez. Dale menciona que el juez «sigue yendo cada miércoles a jugar ajedrez con el Dr. Morris. A él le encanta ese lugar». Dentro de la taberna los hermanos y la camarera se dan cuenta de las habilidades con las que cuenta Hank como abogado, ya que dentro de una pelea que transcurre en el lugar, gracias a que su padre encerró y ahora están libres unos delincuentes y quieren pelear con los hermanos, este los para, diciéndoles, sin conocerlos, sus verdades y en los líos que se podrían meter por el hecho de querer pelear. La camarera, llamada Carla, queda impresionada y le pide que le diga a ella sus verdades, y Hank, con sus encantos seductores, la conquista, siendo muy persuasivo y bastante galante.
A la mañana siguiente, Hank se percata de que el coche de su padre (un Cadillac) está dañado. Los hermanos salen y su padre también. Este niega saber cómo sucedió y le echa la culpa a los hermanos diciendo que cogieron su coche. Los hermanos, sabiendo que no lo habían cogido, que él fue el último en ir de compras la noche anterior miei ellos estuvieron en la taberna y, a causa de que nadie tiene el permiso de cogerlo, saben que el único que pudo haber ocasionado el daño es su padre.
Hank cree firmemente que su padre ha vuelto a la bebida y ha conducido y dañado su propio vehículo. El juez responde ante esta acusación con una crítica a su matrimonio. Con los ánimos aún arriba, Hank decide marcharse prometiendo no volver jamás.
Una vez en el avión, Hank recibe una llamada de su hermano informándole que su padre está siendo interrogado por la policía por un homicidio por atropello, siendo la víctima un delincuente recién salido en libertad tras 20 años de una condena por homicidio que el juez Palmer le había dado años atrás. El auto del juez Palmer tiene manchas de sangre del fallecido. 
Hank termina defendiendo a su padre en el juicio, a pesar de los constantes roces entre ellos. Durante la estadía de Hank junto a su padre, se da cuenta de que su padre está yendo realmente a la casa del lago a tomar quimioterapia y que tiene un cáncer avanzado. Hank descubre que su padre el día del atropello no iba ebrio, mientras que el fiscal del ministerio público, Dwight Dickham, está solicitando homicidio en primer grado.
Durante su estancia en el pueblo Hank descubre que Sam tiene una hija llamada Carla, nacida exactamente 9 meses después de que él la dejara, y nota que es la misma chica con la que se besa en su segunda noche en la taberna. En el transcurso de la película, Hank le pregunta a Sam si es su hija, ella lo niega diciendo que es hija de su hermano mayor. Posiblemente sea otra mentira debido a que Sam no quería que Hank se quedara con ella solo por obligación.
En el juicio el juez admite que no recuerda haber atropellado a la víctima, pero que sí le deseaba la muerte por la clase de persona que era, ya que este asesinó a su exnovia, por eso fue condenado. También admite que en aquel delincuente, 20 años antes, veía reflejado a su hijo mediano, al mismo Hank, ya que este no se comportaba bien cuando era joven y tras haber condenado a 20 años a aquel hombre asesino, admite que por eso mismo terminó distanciándose de Hank, porque le recordaba a ese delincuente. Pese a los esfuerzos que hace Hank como abogado defensor para que su padre no vaya a prisión, el juez es finalmente declarado culpable por homicidio involuntario y condenado a 4 años de cárcel.
El juez sale de la cárcel en libertad condicional, después de haber pasado 7 meses en prisión, debido a su estado de salud.
Al final de la película Hank y su padre se van a pescar como hacían cuando Hank era niño. En un bote en el lago charlan amigablemente y hacen las paces. El juez reconoce que él, su hijo Hank, es el mejor abogado que conoce. En un momento dado, el juez deja de hablar y a su vez de respirar, muriendo tranquilamente mientras Hank recapitula y se da cuenta de que tuvo una buena vida. Tras el velatorio del juez en la cafetería del pueblo, Hank vuelve a la corte a despedirse del tribunal y mira la silla del estrado recordando el legado de su padre.

## Reparto
- Robert Downey Jr. es Henry "Hank" Palmer.
- Robert Duvall es el Juez Joseph Palmer.
- Vera Farmiga es Samantha "Sam" Powell.
- Vincent D'Onofrio es Glen Palmer.
- Jeremy Strong es Dale Palmer.
- Billy Bob Thornton es Dwight Dickham.
- Sarah Lancaster es Lisa Palmer.
- David Krumholtz es Mike Kattan.
- Emma Tremblay es Lauren Palmer.
- Ken Howard es Judge Warren.
- Leighton Meester es Carla Powell.
- Dax Shepard es C.P. Kennedy.
- Denis O'Hare es Doc Morris.
- Frank Ridley es Jury Foreman.
- Mark Kiely es Mark Blackwell.
- Ian Nelson es Eric Palmer.